# Bamra diplostigma
Bamra diplostigma är en fjärilsart som beskrevs av George Francis Hampson 1893. Bamra diplostigma ingår i släktet Bamra och familjen nattflyn. Inga underarter finns listade i Catalogue of Life.